# Parc national Myōkō-Togakushi Renzan
Le parc national Myōkō-Togakushi Renzan (妙高戸隠連山国立公園, Myōkō-Togakushi Renzan Kokuritsu Kōen) est un parc national japonais situé dans la région centrale de Chūbu. Créé en 2015 il couvre une superficie de 397,72 km2.

## Géographie
Le parc national Myōkō-Togakushi Renzan s'étend sur les villes de Myōkō et Itoigawa dans la préfecture de Niigata, et les municipalités de Nagano, Iizuna, Shinano et Otari dans la préfecture de Nagano. Il contient le lac Nojiri et un ensemble de montagnes du nord de la préfecture de Nagano et du sud de la préfecture de Niigata regroupées sous le nom de Hokushin Gogaku, notamment les monts Iizuna et Myōkō. De fait, il recoupe une partie du parc national plus ancien Jōshin'etsukōgen.

## Histoire
Le 27 mars 2015, le parc Myōkō-Togakushi Renzan est ouvert au public et devient le 32e parc national du Japon.

## Faune et flore
Le climat de la zone géographique couverte par le parc Myōkō-Togakushi Renzan est façonné par des éléments météorologiques venus du Pacifique et de la mer du Japon, ce qui, avec la variété des reliefs, assure une diversité de la flore et de la faune locales.

### Faune
La faune du parc inclut de nombreux mammifères comme le cerf Sika, l'ours noir d'Asie et le saro du Japon, et des oiseaux comme le lagopède alpin, l'aigle royal et l'aigle montagnard.

### Flore

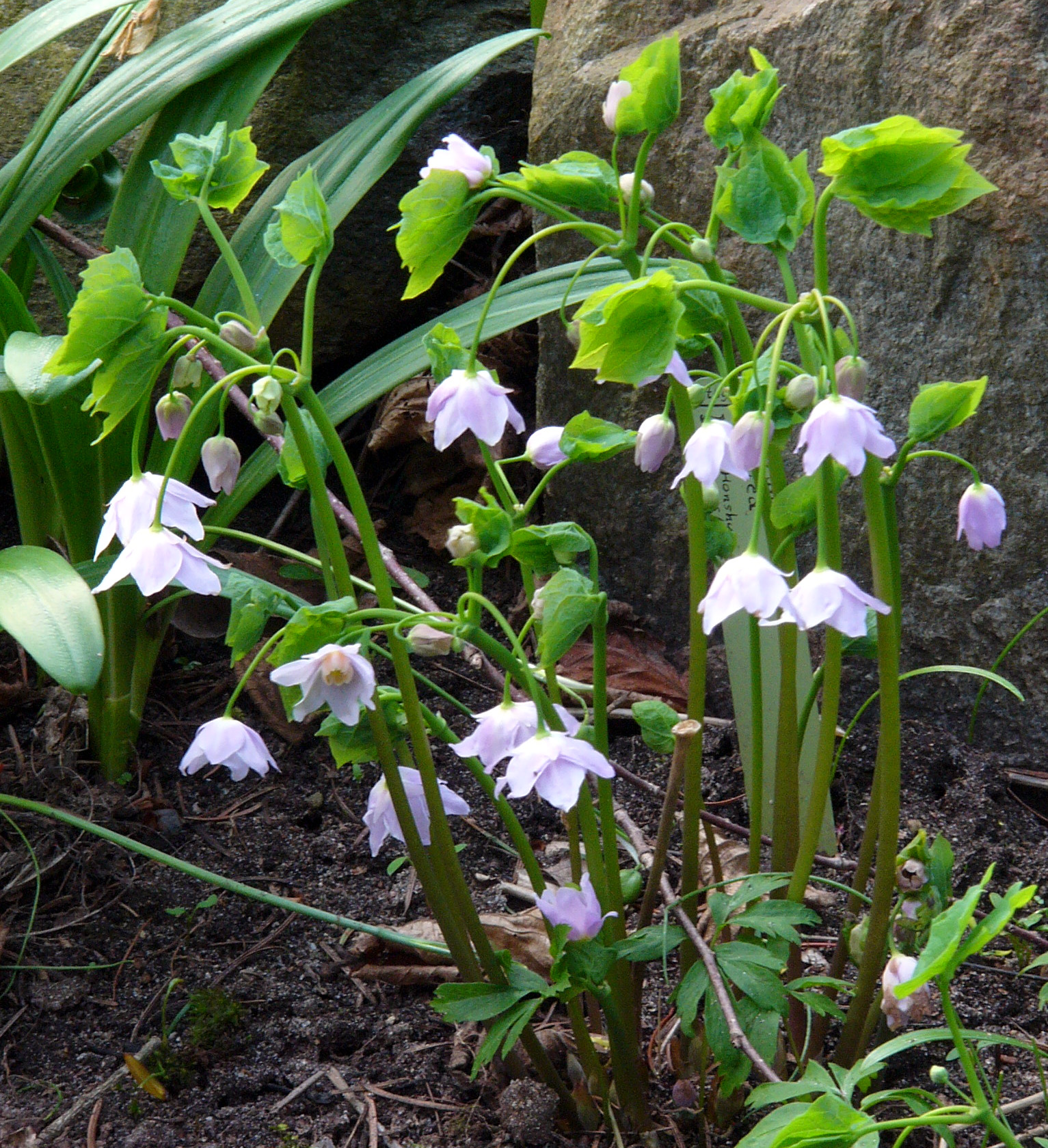
Ranzania japonica.

La flore du parc inclut des essences de haute altitude comme le pin nain de Sibérie, une espèce d'arbres caractéristique des paysages de l'étage alpin des montagnes japonaises, des forêts de conifères typiques de l'étage subalpin et, aux altitudes les plus basses, des feuillus, souvent à feuillage caduc, comme l'hêtre du Japon.
Les nombreux étangs du parc hébergent, entre autres, diverses variétés de primevères, la Ranzania japonica, une plante vivace, et une espèce d'aconite spécifiquement japonaise : Aconitum japonicum.

## Lieux remarquables
Le parc Myōkō-Togakushi Renzan contient le sanctuaire Togakushi, situé au pied de la montagne du même nom, et trois sommets de montagne classés sur la liste des 100 montagnes célèbres du Japon : les monts Myōkō, Hiuchi et Amakazari.
Le parc rassemble aussi de nombreuses stations de ski et des stations thermales réputées.